# Baleshare
Baleshare (en gaélico escocés: Baile Sear) es una isla mareal, accesible en bajamar, localizada en las Hébridas Exteriores en Escocia. Está conectada a North Uist mediante un puente construido en 1962. El nombre de la isla significa isla oriental, y se cree que en tiempos pasados existía una ciudad en el oeste.
La isla es conocida por su playa de arena, y alberga una población de 49 habitantes (2001), que viven en dos asentamientos: Samhla y Teananachar. 